# José Larralde
José Larralde é um cantor argentino de origem árabe e basca.
Nasceu em Coronel Suarez, Província de Buenos Aires em 1937. Suas músicas tem conotação folclórica e política.

## Discografia
- Canta José Larralde (1967)
- Permiso (1968)
- El sentir de José Larralde (Herencia pa' un hijo gaucho) (1968)
- Hombre (1969)
- Pa' que dentre (1969)
- El sentir de José Larralde (Herencia pa' un hijo gaucho) - Segunda parte (1969)
- Amigo (1970)
- Santos Vega / Milonga de tiro largo (1970)
- Cimarrón y tabaco (1971)
- Cimbreando (1972)
- Simplemente (1973)
- Macollando (1973)
- Del corazón pa' dentro (1974)
- Y un porque sin final (1975)
- De hablarle a la soledad (1976)
- Al tranco manso nomás (1977)
- Si yo elegí mi destino (1978)
- Desde lejos (1979)
- Del Sur pa' allá (1980)
- Amansando soledades (1981)
- Un viento de aquel lao (1982)
- Hablando en criollo (1983)
- Viento arriba (1984)
- El alegre canto de los pájaros tristes (1986)
- Como quien mira una espera (1995)
- Trayendo ayeres, vol. I y II (1996)
- A las 11 -1/4 (1999)

### Compilações das gravações originais
- Folklore y verdad (1998)
- Antología (2004)
- Larralde vs. Cafrune (2006)

## Filmografia
- Santos Vega (1971), atuou como ator